# Kasteel van Rijkel
Het kasteel van Rijkel, oorspronkelijk een herenhoeve, was het residentieel kasteel van de heren (en later graven) van Rijkel. 

## Geschiedenis

### Oorsprong en totstandkoming
De eerste vermelding van de oorspronkelijke herenhoeve (waarvan het woonhuis bewaard is gebleven in het zuidoostelijk gedeelte van het kasteel) dateert van 1541. De heerlijkheid Rijkel was destijds in het bezit van de familie Bolle van Rijkel. De kern van het oostelijk gedeelte werd in de tweede helft van de 16e eeuw gebouwd. Het algemeen uitzicht kwam tot stand na uitbreidingen gedurende de 17e eeuw. In de 18e eeuw volgden verdere verbouwingen, alsmede restauraties. Vanaf 1831 stond het kasteel meer dan een eeuw leeg, waarna het in 1936 in het bezit kwam van de vzw ASBL Les Demeures historiques de Belgique. Deze liet enkele hoogst noodzakelijke herstellingen uitvoeren. In 1942 werd het tot beschermd erfgoed verklaart en in 1965 droeg de vzw het kasteel over aan de provincie Limburg. Vanwege de hoge onderhoudskosten wordt het kasteel in 2003 per opbod verkocht aan de huidige eigenaar Martin Hesemans die het na enige jaren in zijn bezit te hebben wederom te koop aanbiedt. Hesemans had het kasteel destijds per openbare verkoop verworven voor 1.3 miljoen euro en was van zinnens er een toeristische trekpleister van te maken. Meerdere ingediende plannen, zoals feestzalen, vergaderruimtes, restaurant en brasserie, werden echter afgekeurd, waarna hij besloot om het goed te koop aan te bieden.

### Bouwgeschiedenis
Begonnen als een herenhoeve, kreeg het complex steeds meer, en met name in de 17e eeuw, het karakter en uitzicht van een kasteel. Gedurende de tweede helft van de 16de eeuw werd de oorspronkelijke herenhoeve reeds aanzienlijk uitgebreid. Dit gedeelte, dat in de eerste helft van de 17de eeuw zijn definitieve uitzicht kreeg, vormt thans de oostelijke vleugel van het kasteel. Het woonhuis van de hoeve bleef hierin bewaard. Nadat Rijkel in het eerste kwart van de 17de eeuw in het bezit komt van de familie De Hinnisdael, krijgt het kasteel gedurende het tweede kwart van de 17de eeuw zijn huidige U-vormige plattegrond. Ook de gevels van de oude herenwoning worden aangepast aan de stijl van de uitbreidingen. De noord- en westvleugels werden vermoedelijk gebouwd in opdracht van Adrien François de Hinnisdael, wiens wapenschild boven de centrale toegangspoort van de noordvleugel ingemetseld is. In de eerste helft van de 18e eeuw verkeert het kasteel in zeer slechte staat. Wanneer baron Pierre Antoine de Thiribu het in zijn bezit krijgt, voert hij grootschalige verbouwingen en restauraties door. Uit deze periode dateren de kruis- en kloosterkozijnen in het oude woonhuis en de andere vleugels. In 1785 wordt de ophaalbrug afgebroken en wordt de toegangspoort in de noordvleugel gedicht. Vrijwel alle kruiskozijnen op de benedenverdieping worden vervangen door de huidige. Aan de oostvleugel wordt rond 1800 een nieuwe ingang aangebracht. De oostelijke en westelijke vleugel worden in de eerste helft van de 19e eeuw in zuidelijke richting verlengd. De aanbouwen worden op latere onbekende datum weer afgebroken. Gedurende het eerste kwart van de 19e eeuw worden de kruiskozijnen in de noordgevel van de centrale vleugel vervangen door de huidige. Uit die periode stamt ook de neoclassicistische zaal in de noordelijke vleugel. De Atlas der Buurtwegen vermeldt een brug over de slotgracht, ter vervanging van de ophaalbrug die rechts ervan was gelegen. Vanaf 1831, na de dood van de laatste bewoner, staat het kasteel meer dan een eeuw leeg. In de tweede helft van de 19de eeuw is het in staat van verval. Gedurende deze periode gaan ook vrijwel alle interieurelementen verloren. Nadat in 1936 de vzw ASBL Les Demeures historiques de Belgique het kasteel verwerft worden de hoogst noodzakelijke herstellingswerken uitgevoerd. In 1965 krijgt de provincie Limburg het complex in bezit. Deze laat, naar aanleiding van het instorten van de noordwestelijke hoektoren in 1966, restauraties uitvoeren die in 1972 onder leiding van J. Draye aanvangen. In 1984 worden de werken onder leiding van J. Martens voltooid.

### Bewoners en eigenaren
- Familie Bolle van Rijkel, tweede helft 14e eeuw tot eerste kwart 17de eeuw
- familie De Hinnisdael, vanaf eerste kwart 17de eeuw
- Adrien-François de Hinnisdael
- Pierre Antoine de Thiribu, vanaf tweede kwart 18de eeuw
- Marie en Anne de Thiribu, tot 1831
- Onbewoond van 1831 tot 1936
- vzw ASBL Les Demeures historiques de Belgique, 1936 tot 1965
- Provincie Limburg, 1965 tot 2003
- Martin Hesemans, 2003 - 2021
- Jonkvrouw J. Macquoy, 2021 - heden

## Beschrijving

### Algemeen
Opgetrokken uit bak- en kalksteen beschrijft het kasteel een U-vormige plattegrond, met in het noordwesten, noordoosten en zuidwesten vierkante hoektorens. Het geheel van twee tot drie bouwlagen is langs drie zijden (noord, west, oost) omgracht. Het complex wordt bekroond door sterk uitkragende leien schilddaken met dakkapellen en voorzien van gesculpteerde, houten modillons.

### Oostvleugel
In de zuidzijde van de oostvleugel bevindt zich het woonhuis van de herenhoeve. De hoevewoning bestaat uit drie bouwlagen en vier traveeën onder een leien zadeldak. De noordelijke en zuidelijke gevel ervan zijn voorzien van trapgevels. De westgevel gaat verscholen achter een later gebouwde uitbouw die het dezelfde breedte geeft als het aan de noordgevel aansluitende gedeelte dat uit drie bouwlagen en vier traveeën bestaat.

##### Hoevewoning

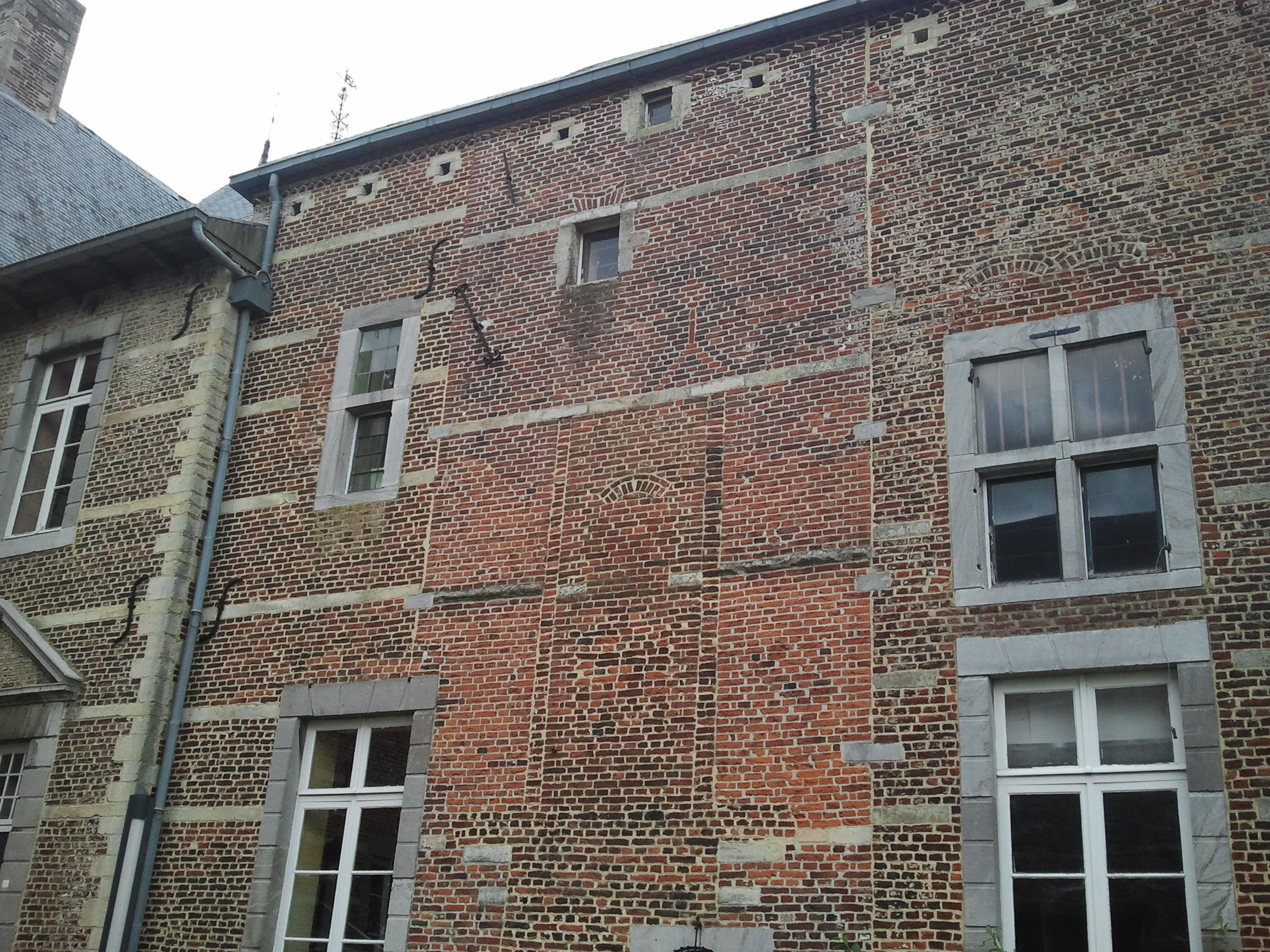
Metselaarstekens in de westelijke gevel van de oostvleugel

Op de bovenverdieping is de oostgevel voorzien van kloostervensters in geprofileerde, zandstenen omlijstingen met negblokken en bakstenen ontlastingsbogen. Op de overige verdiepingen bevinden zich kruiskozijnen in een vlakke, kalkstenen omlijsting. De vensters op de bovenverdieping dateren uit de eerste helft van de 17e eeuw, die op de overige verdiepingen uit de eerste helft van de 18e eeuw. Een geprofileerde zandstenen kroonlijst vormt de overgang naar het schilddak. In de uitbouw aan de westgevel is de vierkante hoektoren van het woonhuis opgenomen, waarvan de contouren nog goed zichtbaar zijn aan de hand van de bouwnaden. Op de benedenverdieping bevinden zich classicistische rechthoekige vensters in een geblokte, kalkstenen omlijsting. In de toren bevindt zich een kruisvenster op de tweede verdieping. Op dezelfde hoogte situeert zich in de bijbouw een kloostervenster. In de zuidelijke gevel bevinden zich uitsluitend kloostervensters. Op de bovenverdieping dateren deze uit de eerste helft van de 17e eeuw, op de overige verdiepingen uit de eerste helft van de 18e eeuw.
Het oorspronkelijk gedeelte is voorzien van een leien zadeldak met aan de oostkant twee dakkapellen. Het bijgebouw is afzonderlijk voorzien van een schilddak met een dakkapel in de zuidzijde.
Opmerkelijke details in de westgevel vormen de metselaarstekens in de hoektoren en de aanbouw. In de hoektoren betreft dit in de zuid- en westgevel telkens een maalkruis en in de bijbouw een in negatief uitgevoerd calvarie.

##### Aansluitend gedeelte
In de oostgevel van het met S-vormige muurankers getooide aansluitend gedeelte bleven de kruisvensters uit de 17e eeuw bewaard. Deze kozijnen zijn voorzien van geprofileerde zandstenen omlijstingen met negblokken en een zandstenen kruis met een geprofileerde en sterk uitspringende tussendorpel en dubbele, bakstenen ontlastingsboogjes. De vensters op de benedenverdieping zijn daarenboven voorzien van een bijkomende overspannende ontlastingsboog met een zandstenen sluitsteen. In de met een zandstenen hoekband afgewerkte westgevel bevindt zich, op de bovenverdieping, een classicistisch venster. Op de benedenverdieping bevindt zich een 18e-eeuwse deur in een geblokte, kalkstenen omlijsting en voorzien van een driehoekig fronton. Het bordes met trap is van recentere datum. Het sterk uitkragende dak is aan de oostzijde voorzien van drie dakkapellen.

### Noordoostelijke hoektoren

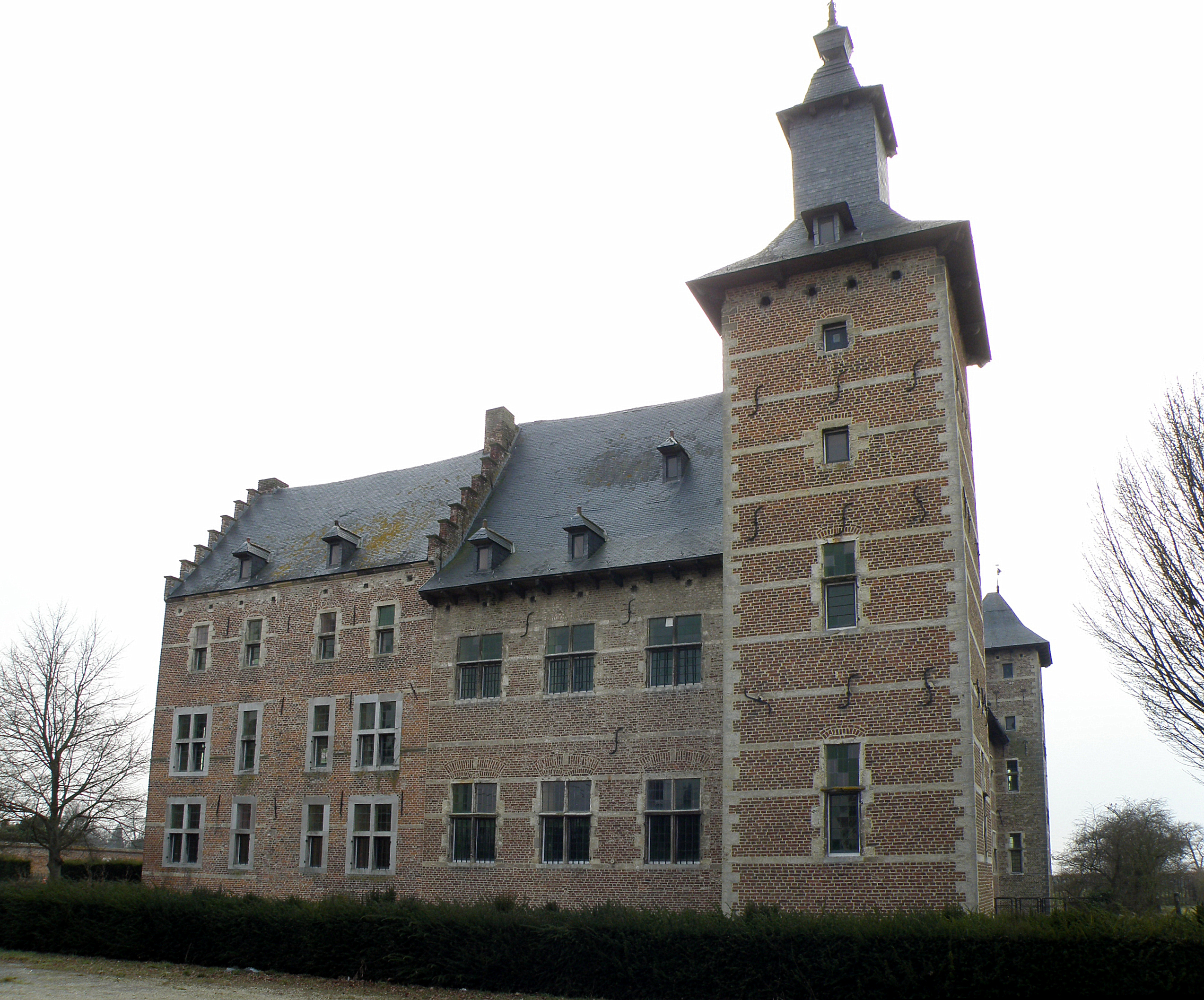
De noordoostelijke hoektoren

De vierkante hoektoren op de noordoostelijke hoek telt drie bouwlagen en is voorzien van een sierlijk uitgewerkte klokvormige leien bekroning, dakkapellen aan de zuid- en oostzijde en een smeedijzeren windvaan. De gevelafwerking is gelijk aan die van het aansluitend gedeelte van de oostvleugel. De noordelijke gevel bevat slechts één venster in de onderste bouwlaag.

### Centrale vleugel
De negen traveeën tellende centrale vleugel bestaat uit twee bouwlagen op een verhoogde begane grond. Dit gedeelte werd omstreeks 1650 aangebouwd. In plaats van de S-vormige muurankers van de oostvleugel werden hier smeedijzeren muurankers met krullen gebruikt. De vensters op de bovenverdieping zijn identiek aan die in de oostelijke vleugel. In de linkertravee bleven de stijlen (zandsteen met negblokken) van de oorspronkelijk kruiskozijnen bewaard. Bij het verwijderen van het zandstenen kruis in de tweede helft van de 19e eeuw werd het geheel voorzien van een hardstenen latei en lekdrempel. In het eerste kwart van de 19e eeuw werden de overige vensters vervangen door rechthoekige vensters in een vlakke, kalkstenen omlijsting. Deze waren voorheen voorzien van blinden. Bij alle vensters werden de oorspronkelijke ontlastingsbogen behouden. In de middelste travee bevond zich oorspronkelijk een deur (thans een venster) die te bereiken was middels een ophaalbrug over de slotgracht. Bij de meest recente restauratie werd de eerder gedichte toegangspoort opnieuw opengemaakt en voorzien van een nieuwe brug. Het betreft een poort in een rechthoekige, verdiepte, kalkstenen omlijsting met negblokken in onregelmatig verband. Oorspronkelijk was deze poort bereikbaar middels een houten ophaalbrug. het wapenschild van Adrien-François de Hinnisdael boven de poort dateert uit het derde kwart van de 17e eeuw.
De zuidelijke gevel is op de benedenverdieping voorzien van geblokte, kalkstenen vensters uit het laatste kwart van de 18e eeuw. Op de kelderverdieping bevinden zich kalkstenen bolkozijnen. Op de bovenverdieping zijn de vensters gelijkaardig aan die in de noordelijke gevel. Aan deze zijde bestaat de omlijsting van de toegangspoort uit kalksteenblokken. Het geheel is wederom voorzien van een sterk uitkragend leien zadeldak met dakkapellen. Op de noordwestelijke hoek bevindt zich een vierkante hoektoren onder een klokvormig leien dak met een gelijkaardige, maar minder frivole, afwerking als die van de noordoostelijke toren.

### Westvleugel
De westvleugel bestaat uit dienstgebouwen, aan de westzijde enkel voorzien van een rij smalle spleten in zandstenen omlijsting. Hier bevinden zich het koetshuis en de paardenstallen. Aan de oostzijde bestaat het geheel uit vier traveeën en drie bouwlagen. De oorspronkelijke, zandstenen kruiskozijnen bleven behouden, zij het op de tweede verdieping ontdaan van de stenen kruisen. Op de benedenverdieping bevinden zich kalkstenen bolkozijnen uit de eerste helft van de 18e eeuw. De deur in de tweede travee is eveneens uit die periode. Het betreft een rondboogvormige deur in een rechthoekige, kalkstenen omlijsting met schijnvoegen en druiplijst. Erboven bevindt zich een kalkstenen bolkozijn als bovenlicht voorzien van dubbele ontlastigsbogen. De rondboogpoort in de rechtertravee kadert in een omlijsting van kalksteenblokken. Op de zuidwestelijke hoek situeert zich een hoektoren met eenzelfde uitzicht als de overige torens. Op de tweede bouwlaag bevindt zich in de noordelijke gevel een latrine. 

### Interieur
De oorspronkelijke indeling, inclusief enkele kruisgewelven in de torens en in de kelders, bleef behouden. In de neoclassicistische zaal van de centrale vleugel bleef de stucwerkdecoratie bewaard, evenals enkele schouwmantels uit de 18e eeuw.

### Museumboomgaard
Het kasteel wordt omgeven door een acht hectare groot hoogstamboomgaard. Deze museumboomgaard herbergt onder meer 91 (historische) kersensoorten.

## Toegankelijkheid
Het kasteel is niet toegankelijk voor het publiek, behalve op de "dag van de kers" (een door de vzw Fruitstreekmuseum georganiseerd evenement op de kasteeldomeinen). De museumboomgaard is vrij toegankelijk.
Abdij van Hocht · Abdij van Sinnich · Alden Biesen · Bethaniakasteel · Burcht van Kolmont · Burcht van Bergkelder · Burcht van Loon · Commanderij van Gruitrode · Commanderij van Sint-Pieters-Voeren · De Fonteinhof · De Kapelhof · De Klee · De Termottenhof · Domein Luciebos · Rood Kasteel · Het Wit Kasteel · Hof de Méan · Kasteel Altenbroek · Kasteel Bellevue · Kasteel Borghoven · Kasteel Borgitter · Kasteel Brustem · Kasteel Carolinaberg · Kasteel d'Aspremont-Lynden · Kasteel Daalbroek · Kasteel de Borman · Kasteel de Brouckmans · Kasteel De Burg · Kasteel de Fauconval · Kasteel de Geuzentempel · Kasteel De Motte · Kasteel Den Dool · Kasteel de Pierpont · Kasteel De Schans · Kasteel Dessener · Kasteel van Duras · Kasteel Edelhof · Kasteel Engelhof · Kasteel Gasterbos · Kasteel Genenbroek · Kasteel Gingelom · Kasteel Grevenbroek · Kasteel Groenendaal (Waltwilder) · Kasteel Groot Peteren · Kasteel van Hamal · Kasteel van Henegauw · Kasteel Het Hamel · Kasteel Hoogveld · Kasteel Hulsberg · Kasteel Jonckholt · Kasteel Jongenbos · Kasteel Kaulille · Kasteel Keienheuvel · Kasteel Kewith · Kasteel Lagendal · Kasteel van Landwijk · Kasteel Leva · Kasteel Litzberg · Kasteel Magis · Kasteel Meeuwen-Gruitrode · Kasteel Meylandt · Kasteel Obbeek · Kasteel Ommerstein · Kasteel Peten · Kasteel Pietersheim · Kasteel Printhagen · Kasteel Quanonne · Kasteel Ridderborn · Kasteel Rodenpoel · Kasteel Rootsaert · Kasteel Rosmeulen · Kasteel Scherpenberg · Kasteel Sipernau · Kasteel Terhove · Kasteel Terkoest · Kasteel Terlaemen · Kasteel Ter Mottenhof · Kasteel Trockaert · Kasteel van 's Herenelderen · Kasteel van Betho · Kasteel van Binderveld · Kasteel van Blekkom · Kasteel van Bommershoven · Kasteel de Donnea · Kasteel van Gors · Kasteel van Halbeek · Kasteel van Hamont · Kasteel van Hasselbroek · Kasteel van Heers · Kasteel van Heks · Kasteel van Heurne · Kasteel van Hoepertingen · Kasteel van Kerkom · Kasteel van Kolmont · Kasteel van Loye · Kasteel van Melveren · Kasteel van Menten de Horne · Kasteel van Mombeek · Kasteel van Neerrepen · Kasteel van Nieuwenhoven · Kasteel van Nieuwerkerken · Kasteel van Nonnen-Mielen · Kasteel van Obsinnich · Kasteel van Opleeuw · Kasteel van Ordingen · Kasteel van Ottegraeven · Kasteel van Rijkel · Kasteel van Rooi · Kasteel van Rullingen · Kasteel van Schalkhoven · Kasteel van Sint-Pieters-Heurne · Kasteel van Stevoort · Kasteel van Terbiest · Kasteel van Teuven · Kasteel van Veulen · Kasteel van Wideux · Kasteel van Widooie · Kasteel van Wijer · Kasteel van Wimmertingen · Kasteel van Wurfeld · Kasteel Vilain XIIII · Kasteel Vogelsanck · Kasteel Zangerheide · Merodekasteel · Prinsenhof (Kuringen) · Rentmeesterij van Alden Biesen · Waterburcht (Millen) · Waterburcht van Meldert · Waterkasteel van Schoonbeek · Wijnkasteel Genoels-Elderen